# Friedrich Klingmann
Friedrich „Fritz“ Klingmann (* 10. März 1874 in Gaiberg bei Heidelberg; † 1947) war ein deutscher Önologe und Rebenzüchter. Er verbrachte den größten Teil seines Berufslebens als Landwirtschaftsrat für Wein- und Obstbau im Raum Frankenthal in der nordöstlichen Pfalz.

## Leben
Nach praktischer und theoretischer Ausbildung in Reutlingen und Karlsruhe war Klingmann zunächst von 1893 bis 1899 Assistent an der Landwirtschaftsschule Augustenberg Karlsruhe (heute Landwirtschaftliches Technologiezentrum Augustenberg). Ab 1900 war er als Weinbau-Wanderlehrer, später als Fachlehrer an der Landwirtschaftsschule für Wein- und Obstbau in Frankenthal tätig.

## Berufliche Verdienste
Klingmann erstellte Versuchsanlagen zur Reberziehung und für den Pflanzenschutz. Zudem identifizierte und züchtete er Klone des Rieslings sowie des Blauen Portugiesers. Bedeutung erlangte er vor allem durch seine praktischen Versuche zur Bekämpfung des Heu- und Sauerwurms. Die beiden Weinbergschädlinge sind Raupengenerationen von zwei Nachtfalterarten, des Bekreuzten und des Einbindigen Traubenwicklers.
Im Jahre 1924 gründete Klingmann in Dirmstein die Rebenveredelungsanstalt, die später in Weinbauversuchsanstalt umbenannt wurde. Mit Erfolg förderte er von hier aus den Weinbau an der früheren Unterhaardt, die 1969 im Anbaubereich Mittelhaardt-Deutsche Weinstraße aufgegangen ist.

## Ehrungen
Die Gemeinde Dirmstein hat Klingmann für die Verdienste um die Qualitätssteigerung des Weinbaus und um die Gründung der Versuchsanstalt den Rat-Klingmann-Weg gewidmet. Dieser erschließt ein Wohngebiet, das auf dem Gelände der ehemaligen Versuchsanstalt entstand.

## Veröffentlichungen
- Der Frostspanner. Ein Versuch in der Gemeinde Gerolsheim. In: Die Scholle. Nr. 44, 1912.
- Versuchsarbeiten zur Bekämpfung des Heu- und Sauerwurmes in den Bezirken Frankenthal und Grünstadt im Jahre 1930. In: Wein und Rebe. Nr. 12, 1930, S. 502–510.
- Praktische Versuchsarbeiten im Weinbau im Jahre 1933. In: Landwirtschaftliche Blätter. Nr. 78, 1934, S. 88–89, 99–100.
- 25 Jahre Buschobstkultur. 1., 2. und 3. Arbeit. In: Edelobstkulturen-Rheinpfalz-G.m.b.H. in Dirmstein. 1936.
- Weinbauliche Versuchsarbeiten in den Rebenanlagen der Rebenveredlungsanstalt in Dirmstein. Zugleich als Führer durch das Anstaltsgelände und Rebenanlagen. Verlag Albeck, Frankenthal 1937.